# ورژیل (شیطان هم می‌گرید)
ورژیل (به انگلیسی: Vergil)، یکی از شخصیت‌های ساختگی در مجموعه بازی‌های اکشن-ماجراجویی و هک اند اسلش شیطان هم می‌گرید است، که توسط شرکت ژاپنی کپ‌کام ساخته و منتشر شده‌است. او برادر بزرگ‌تر دانته و پدر شخصیت اصلی نسخهٔ چهارم نرو است. ورجیل حریف اصلی دانته در بازی شیطان هم می‌گرید ۳ می‌باشد. ورجیل دارای شخصیتی سرد و سرکوب شده برخلاف برادر بذله گو و شاداب خویش است. او هم درست مانند برادرش، بسیار سریع و چالاک است، توانایی‌های رزمی و واکنشهای ورجیل حتی بیشتر و سریعتر از برادرش است.

## شخصیت
ورژیل همواره موهای خود را بالا می‌زند و پالتوی آبی رنگ می‌پوشد. او بدون در نظر قرار دادن شباهت‌های ظاهری و واکنش‌های سریع که با برادرش مشترک است، دقیقاً در نقطهٔ مقابل دانته قرار دارد… رنگ لباس، حالت موی سر، رفتار و کردار، همه و همه. ورجیل مانند مرد یخی و برادرش دانته نیز مانند مرد آتشی هستند. سلاح اصلی ورجیل شمشیر کاتانایی به نام یاماتو است. او در پایان شیطان هم می‌گرید ۳: بیداری دانته از دانته شکست خورد و در دنیای شیاطین می‌ماند، زیرا که جهان شیاطین زمانی خانه پدرشان بود.
اخلاقیات: او علاقه فراوانی به کسب قدرت دارد چون دیگر نمی‌خواهد مانند کودکی اش از خود ضعف نشان داده و آسیب ببیند. او از کودکی به اشعار شکسپیر علاقه داشت برخلاف دانته که زورگو و تندخو بود و همیشه کتاب‌هایش را می‌دزدید، برای همین حرف اول اسمش (V) را روی کتاب موردعلاقه‌اش گذاشت. ورجیل و دانته اختلاف نظرهای زیادی دارند اما در مواقعی که یک هدف مشترک داشته باشند با هم متحد می‌شوند.
تحول: پس از شکست خوردن در مبارزه نهایی‌اش با دانته و انداختن خودش در دنیای شیاطین او با ماندس، یکی از پادشاهان شیاطین و شاهزاده تاریکی روبرو شد و مجبور شد با او مبارزه کند. او در این مبارزه شکست خورد و توسط ماندس اسیر و شکنجه شد و در نسخه یک به شکل طلسم شده نلو آنجلو مشاهده شد. یاماتو نیز شکست و به علت نامعلومی به شهر فورچونا منتقل شد.